# Нигали
Нигали (груз. ნიგალი) — южная историческая область Грузии, которая ныне разделена между Турцией и Грузией. В XII—VII вв. до н. э. территория Нигали входила в состав протогрузинского объединения Даиан-Диаохи, позже являлась частью царства Колхида. С III века до н. э. долина Нигали входила в состав Иберийское царства. Административно север Нигальского ущелья принадлежал Аджарии, а юг- Кларджети. В период раннего феодализма Нигали стала частью грузинского феодального царства Тао-Кларджети, а после объединения грузинских феодальных царств Нигали стало частью единого Грузинского государства. После распада Грузинского царства Нигали стало частью княжества Самцхе-Саатабаго. Во второй половине XVI века долина Нигали была захвачена Османами.

## Название
Грузинское название ущелья происходит от названия села вблизи Артвина Нигали//Нигала, расположенное на левом берегу правого притока реки Чорохи, которое сегодня является частью села Свети. После завоевания ущелья Османами, ущелье было переименовано в «Ливана».

## География
Нигальское ущелье имеет крайне важное расположение — с севера системой Карчальских гор ущелье отдалено от Мачахели и Аджарии, с востока — от Кларджети и Артануджи, с юга — от Тао, а с запада упирается в Лазистанский хребет. Исторически и административно Нигали является частью Кларджети. Помимо ущелья в состав Месхети, или верхней Картли, входит Шавшетия с Мачахели и Имерхеви, Аджария, Артануджи и две составляющие части Тао — Тао по ту сторону и Тао по эту стороны, Спери (Испир), Олтиси (Олту), Толгоми, Басиани и др.
Сегодня ущелье разделено на две части — большая, т. н. заграничная часть ущелья принадлежит Турции и входит в состав Артвинского вилайета, районы Борчхи, Мургули и Артвин. Грузинская часть ущелья расположена в Аджарии, в Хелвачаурском муниципалитете, в Кирнатском сакребуло. Сёлами в грузинской части ущелья являются — Нижнее Марадиди, Кирнати,Мачахлиспири, Гвара и Мирвети.
В районе Борчхи сёла Нигали расположены в ущельях рек: Чорохи, Беглевани, Чхала, Девескели, Класкури. На правой стороне по течению Чорохи расположены сёла: Адгули, Эбрика, Хеба, на левой — Тхилазро, Авана, Дамиали, Трапени, Арчвети, Катапхия, Верхнее Марадиди; в Беглеванском ущелье (по левую сторону Чорохи); Беглевани, Охордиа, Башкой, Чайли, Гюзелюрт; в Чхальском ущелье (по левую сторону Чорохи): Маманати, Макрети, Монастери//Монастир, Гола, Дюзкой, Башкой//Фындыклы; в Девескельскомущелье (по правую сторону Чорохи): Артвини, Шуахеви, Девескели, Багини; в Класкурском ущелье (по правую сторону Чорохи): Нижнее Класкури, Верхнее Класкури; в Хатильском ущелье село Хатила; в Мургульском ущелье, на левом берегу Чорохи, влево от Мургули: Архва, Гевли, Буджури, Озмали, Коридети, Дурча, Дамари и влево от Мургули: Джуани, Эрегуна, Башкой, Кура, Гурбини, Кабарджети. В Артвинский район входят следующие нигальские сёла: по правую сторону Чорохи: Толгоми, Свети, Аглахи, Вазриа, Варачкани, Бешаври, Синкоти, Кварцхана, Ирса; влево от Чорохи: Мело, Орджохи, Сириа, Ишхабили, Мамацминда, Наджвиа, Омана, Картла.

## Исследования
Исторические области Грузии в Турции всегда интересовали грузинских и зарубежных исследователей. Существуют фундаментальные труды таких иностранных исследователей, как Марий Броссе, Нерсес Саргисян, Николь и Мишель Тьерры, Б.Баумгартнер, М.Кадыроглу и другие. Среди грузинских исследователей особый вклад в изучение Тао-Кладжети внесли Георгий Казбеги, Дмитрий Бакрадзе, Нико Марр, Еквтиме Такаишвили, Вахтанг Джобадзе, Вахтанг Беридзе, Пармен Закарая, Валерий Силогава, Этер Беридзе и другие.

## Памятники
Нигальское ущелье сохранило множество признаков грузинской культуры и быта, которые ныне утрачены в других областях Грузии. В ущелье до сих пор сохранилось множество материальных памятников культуры, предания, сказания, легенды, устные и письменные источники. В Нигали сохранилось множество древних грузинских арочных мосты, крепостей, развалин церквей и монастырей, сосуды для вина вкопанные в землю — квеври.

## Население
Несмотря на ассимиляционные процессы, а также то, что уже несколько веков ущелье находится в составе Турции, живущие в Нигали грузины сумели сохранить свой язык. Грузиноязычными ущельями являются: Нигальское, Класкурское, Мургульское и Девискельское ущелья. Грузинский язык, сохранённый в Нигали, отличается от современного грузинского из-за архаичных грамматических форм и лексических единиц. Нигальский, ливанский, шавшетский, южно-таойский, тао-кларджетский диалекты были изучены множеством языковедов. В составе района Борчхи сёла Аравети, Шуахеви, Девескели, Багини, Нижнее Класкури, Верхнее Класкури, Ибрикли, Адагули, Хеба, Дживани, Архва, Трапени, Дампали, Тхилазро, Авана, Катапхиа, Арчвети, Марадиди, Борчха, а также село Артвина Картла являются в основном грузиноязычными. С лингвистической точки зрения большинство топонимов в крае имеют грузинское происхождение, хотя существует и турецкий слой. Помимо грузинского языка, в топонимике Нигальского ущелья прослеживается также занский языковой след.